# 尤马蒂拉国家森林
尤马蒂拉国家森林（英語：Umatilla National Forest）位于俄勒冈州东北部、华盛顿州东南部的藍山山脈间，面积1.4 × 106英畝（5,700平方）。依照林地面积降序排列，森林分布于尤馬蒂拉縣、格蘭特縣、哥倫比亞縣、莫羅縣、瓦洛瓦縣、猶尼昂縣、加菲尔德县、阿索廷县、惠勒縣、瓦拉瓦拉縣，其中超过四分之三的面积处于俄勒冈州境内。